# Harald de Dinamarca
Harald de Dinamarca, príncep de Dinamarca (Palau de Charlottenlund 1876 - Copenhaguen 1949). Príncep de Dinamarca amb el tracatament inherent d'altesa reial.
Nascut al Palau de Charlottenlund situat a l'est de la capital danesa, Copenhaguen, el dia 8 d'octubre de 1876. Era fill del rei Frederic VIII de Dinamarca i de la princesa Lluïsa de Suècia. Net per via paterna del rei Cristià IX de Dinamarca i de la princesa Lluïsa de Hessen-Kassel i per via materna del rei Carles XV de Suècia i de la princesa Lluïsa dels Països Baixos.
El 28 d'abril de l'any 1909 es casà al Castell de Glücksburg, al nord d'Alemanya, amb la princesa Helena de Schleswig-Holstein-Sondenburg-Glücksburg, filla del duc Frederic Ferran de Schleswig-Holstein-Sondenburg-Glücksburg i de la princesa Carolina Matilde de Schleswig-Holstein-Sondenburg-Augustenburg. La parella s'instal·là a Copenhaguen. Tingueren cinc fills:
- SAR la princesa Feodora de Dinamarca, nada a Jægersborghus el 1910 i morta a Bückeburg el 1975. Es casà amb el príncep Cristià de Schaumburg-Lippe.

- SAR la princesa Carolina Matilde de Dinamarca, nada a Jægersborghus el 1912 i morta a Sorgenfri el 1995. Es casà amb el príncep Knud de Dinamarca.

- SAR la princesa Alexandrina Lluïsa de Dinamarca, nada a Jægersborghus el 1914 i morta a Copenhaguen el 1965. Es casà amb el comte Luitpold zu Castell-Castell.

- SAR el príncep Gorm de Dinamarca, nat a Jægersborghus el 1919 i mort a Copenhaguen el 1991.

- SAR el príncep Oluf de Dinamarca, nat a Copenhaguen el 1923 i mort el 1990. Es casà en primeres núpcies amb Annie Helene Dorrit Puggard-Müller i després amb Lis Wulff-Juergensen.

El príncep Harald observà amb consternació la simpatia que dispensava la seva muller al moviment nacionalsocialista durant la Segona Guerra Mundial. Aquest fet provocà importants discrepàncies entre la família del príncep Harald i la resta de la família reial, principalment amb el rei Cristià X de Dinamarca que era qui encapçalava la resistència nacional en contra dels alemanys.
El príncep Harald morí el 30 de març de 1949 a Copenhaguen, la seva muller ho faria 13 anys després a Hellerup.